# مايكل بيرهام
مايكل بيرهام (بالإنجليزية: Michael Perham) بريطاني يهوى البحر والأبحار دخل موسوعة جينس للأرقام القياسية كأصغر شخص سنا يبحر بمفرده عبر المحيط الأطلسي لمدة ستة أسابيع يقطع بها مسافة تزيد عن 5600 كم وهو بعمر 14 عام حيث بدأ هوايته هذه وهو في الرابعة من العمر.
كان الرقم القياسي السابق مسجل باسم سيب كلوفر ذو الخامسة عشرة من العمر.

## وصلات خارجية ذات علاقة
- مايكل بيرهام يبحر إلى موسوعة جنيس للارقام القياسية[وصلة مكسورة]
- موقع مدونة مايكل بيرهام